# Сисенанд
Сисенанд је био визиготски краљ у Хиспанији и владао је између 631. и 636. године. Био је гроф Септиманије, учествовао је у свргавању претходног крања, Свинтиле тако што је освојио провинцију Тараконенсе уз помоћ Дагоберта од Неустрије.
Свинтила је својим променама које су ишче на руку народу али не и племству навукао мржњу и нетрпељивости племства. Међутим, племство је сматрало да није било могуће да они сами збаце Свинтилу, те су 630. године послали Сисенанда, војводу од Септиманије, на двор краља Неустрије, Дагоберта, да тражи војску која би им помогла у њиховим превратничким намерама. Заузврат, Дагоберту је била понуђена тацна од злата (коју је поклонио римски војсковођа Аеције краљу Турисмунду 451. године) и 200.000 дуката.
Војска се окупила у Тулузу у марту 631. Нешто касније била је освојена Сарагоса без борбе, Септиманија се побунила, а неодлучни племићи су се приклонили побуњеницима у борби против краљеве војске. Чак се и краљев брат, Гејла, побунио. Брзина ширења устанка је приморала Свинтилу да абдицира и да побегне. Побуњеници су се упутили ка главном граду, Толеду, где је Сисенанд проглашен за краља 26. марта 631, Свинтила је био ухваћен и утамничен пуне две године, да би потом био протеран заједно са женом и децом. Умро је природном смрћу, 634.
Сисенанд је морао потом да угуши разноразне устанке присталица претходног краља, нарочито у провинцији Бетика. Гејла је био један од лидера и имао је помоћ клера, што је изазвало грађански рат. Сисенанд је успео да контролише ситуацију опет зајваљујући краљу Дагоберту који му је помогао да победи устанике.

## IV сабор у Толеду
Сисенанд је сазвао IV сабор у Толеду којим је председавао Исидор Севиљски и на ком су се формулисали световни и црквени закони, као на пример Forum iudiciorum што се тиче световних, а што се тиче црквених, изгласано је 29 канона у вези са дисциплином и администрацијом цркве. Циљ ових закона је био да се да већа моћ краљу и стабилност готској нацији. На овом сабору се такође потврдио избор Сисенанда за краља, а Свинтила је проглашен тиранином због злочина и богаћења на рачун сиромашних. Сва свештена лица била су ослобођена од пореза, смртне казне онима који се не закуну на верност краљу или се побуне против њега. Гејла је био протеран, а његово имање конфисковано. Сисенанд је обећао да ће бити умерени, добронамерни, праведни и побожни владар. Што се тиче наследне монархије, није учињен никакав уступак. Одређено је да и даље племићи и бискупи бирају краљеве. 
Сисенанд је умро у Толеду, 636. након пет година владавине. На визиготском престолу наследио га је Хинтила.

## Однос према Јеврејима
На IV сабору у Толеду поново се анализирао проблем Јевреја и потврдиле су се, али и пооштриле политике установљене на Трећем сабору. 
На овом сабору се установио закон да деца Јевреја морају бити одвојена од својих родитеља. Према модерним историчарима, један тако драстичан закон није могао бити применљив и односио се само на крштену децу. Такође се установио закон да покрштени Јевреји не смеју да контактирају са непокрштеним Јеврејима. Казна за прекршај овог закона била је сурова: непокрштени Јеврејин је постајао роб неког хришћанина, а покрштени Јеврејин би био јавно избичеван.
Такође, пошто се сматрало да Јевреји поткупљују хришћане како би се избегла примена ових закона, такоше је и за тај прекршај установљена казна — преступник би био изопштен их цркве и на њега би била бачена анатема.